# 武烈河

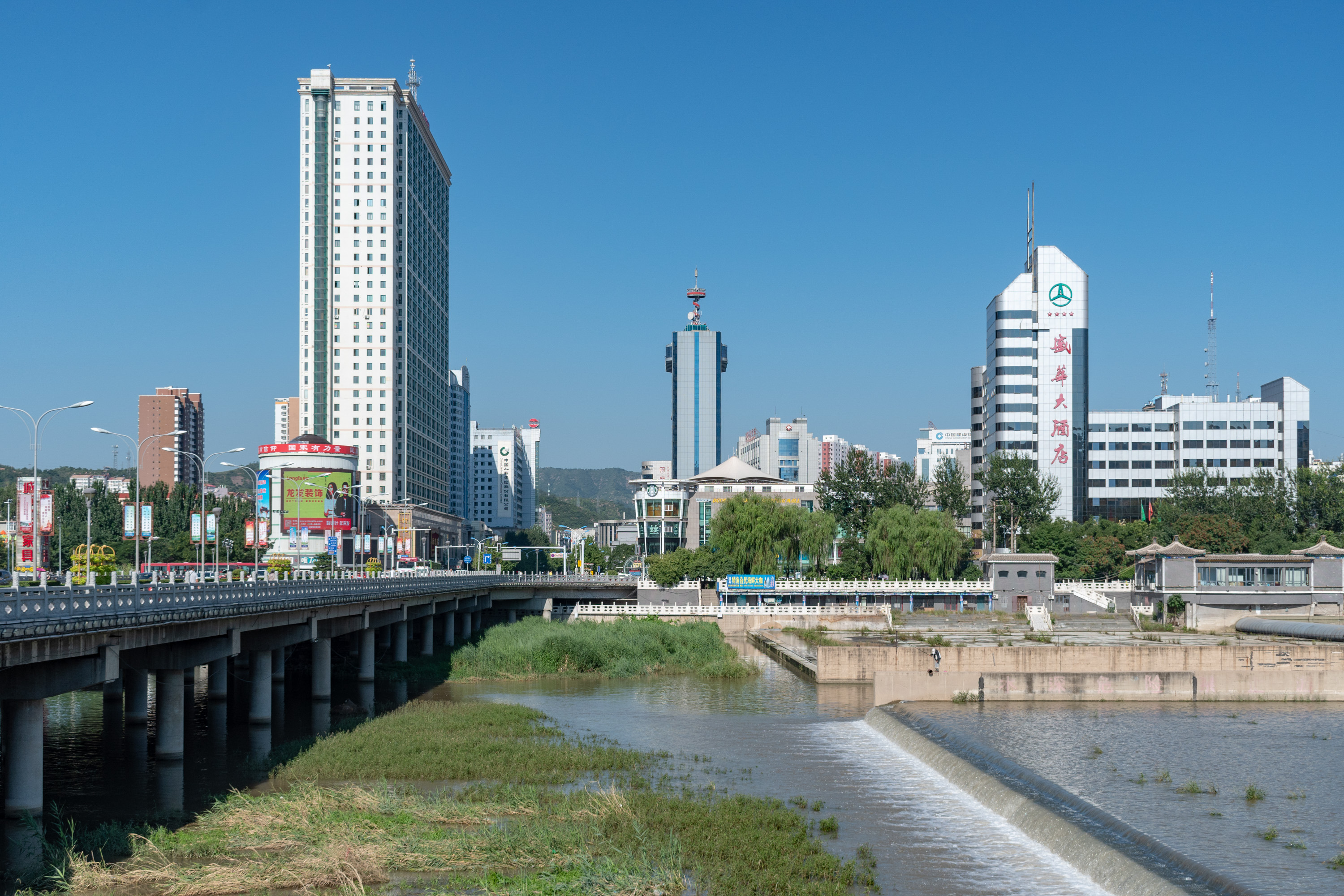
武烈河承德市区河段

武烈河，位于中华人民共和国河北省北部，是滦河左岸支流。武烈河有三源：西源鹦鹉川、中源茅沟川和东源头沟川。主源鹦鹉川发源于承德市围场满族蒙古族自治县兰旗卡伦乡潘家店村东北道至沟，先向西出沟后转南流，流经潘家店村、冯家店村、隆化县荒地乡、章吉营乡、中关镇等地，于承德县高寺台镇以东左纳东源头沟川后干流始称武烈河。干流继续蜿蜒向南流经承德市双桥区双峰寺镇、狮子沟镇、承德市区等地区，最后于承德高新技术产业开发区冯营子镇雹神庙村东南汇入滦河。河长114千米（其中干流河长44千米），流域面积2580平方千米，年均径流量2.17亿立方米。